# Marie Underová

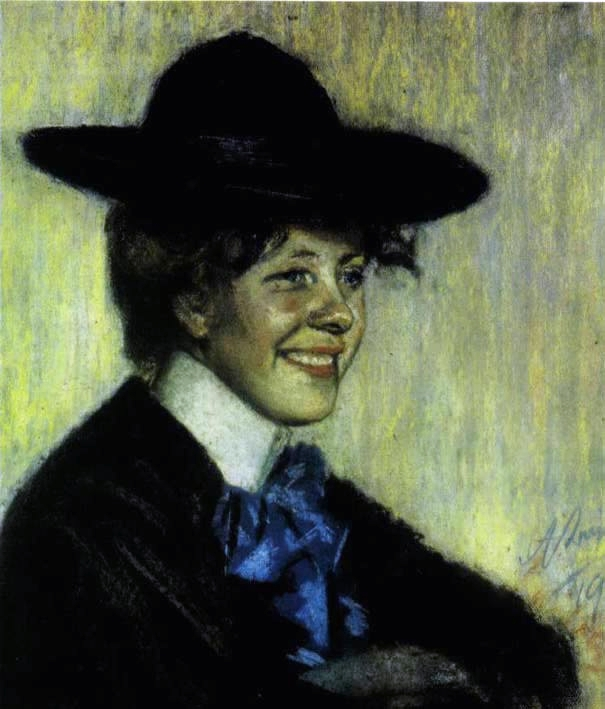
Ants Laikmaa, Portrét Marie Under (1904)

Marie Underová (27. březen 1883, Tallinn – 25. září 1980, Stockholm) byla estonská básnířka a překladatelka, zakladatelka moderní estonské poezie. Byla členkou skupiny Siuru. Od roku 1944 žila ve Švédsku. Překládala hojně i české autory, zejména balady Karla Jaromíra Erbena, Petra Bezruče, Jana Nerudy, Otokara Březiny, Jiřího Wolkera a Josefa Hory.

## Život
Narodila se jako třetí z pěti dětí v učitelské rodině v Tallinnu a studovala na německé dívčí škole. V devatenácti letech si vzala za muže ruského Němce a přestěhovala se s ním do Ruska. Tam žila do roku 1906. Toho roku se vrátila do Tallinnu, kde navázala přátelství s řadou estonských literátů mladší generace, své básně ale psala německy. Zamilovala se do básníka Artura Adsona, který ji přesvědčil, aby psala v estonštině. Mezi válkami spolu využili československé vládní pobytové stipendium za účelem překladů české literatury do estonštiny. Roku 1944 oba emigrovali do Švédska. Tam žili až do své smrti.

## Dílo
Její básnický debut, lyrická sbírka Sonety (Sonetid, 1917), vyvolala svým erotickým nádechem skandál. V podobném duchu radostného přijetí života a jeho plodů byly napsány i sbírky Rozpuk (Eelôitseng, 1918) a Modrá plachta (Sinine puri, 1918). Ve 20. letech témata jejích básní potemněla, patrné je to zejména ve sbírce Krvotok (Verivalla, 1920). Německým expresionismem je ovlivněna značně epická sbírka Hlas ze stínu (Hääl varjust, 1927). Naopak k čisté lyrice se vrátila v knihách Pod širým nebem (Lageda taeva all, 1930) a Kámen ze srdce (Kivi südamelt, 1935). Ve 40. letech začala do její tvorby pronikat společenská a politická tematika, a to již ve sbírce Žalostnými ústy (Mureliku suuga, 1942). Ještě silněji se její dílo politizovalo po emigraci, například ve sbírce Jiskry v popeli (Sädemed tuhas, 1954).

### Dílo v češtině
- Extáze – Tvou lásku, lásko, miluji… – Čas šeříků (1 – 3) – Nemohu usnout – Na sklonku léta (1 – 2) – Šílenství – Při toaletě (1 – 2) – Taková noc – Tvůj pokoj – Spolu –Adam – Dalila – Sbohem (Mu süda laulab). In Nádherné stromy lásky. Lidové nakladatelství, Praha 1988, s. 144–163. Přel. Vladimír Macura.
- Mé srdce nosí purpurový šat. Balt-East, Praha 2003. Přel. Vladimír Macura.
- Šťávy života. Světová literatura 28, 1983, 2, s. 46–50. Přel. Vladimír Macura.
- Účtování (Aruand). In Rohtaed ei kellegi-maal. Zahrada v zemi nikoho. Básníci v exilu. Conseil National de la Culture tchèque à l’Etranger, Stockholm 1955, s. 54–55. Přel. Věra Stárková.
- Kulturní poměry v Estonsku. Lidové listy 8, 1929, 47.